# Radicaal 106
Van de in totaal 214 Kangxi-radicalen heeft radicaal 106 de betekenis wit en helder. Het is een van de drieëntwintig radicalen die bestaat uit vijf strepen.
In het Kangxi-woordenboek zijn er 109 karakters die dit radicaal gebruiken.
Het radicaal beeldt een opkomende zon uit, waarvan één lichtstraal afkomt. Deze lichtstraal zorgt voor licht en helderheid en dus duidelijkheid.

## Karakters met het radicaal 106

Een wit vlak.

| Strepen | Karakter             |
| ------- | -------------------- |
| + 0     | 白                   |
| + 1     | 百 癿                |
| + 2     | 皀 皁 皂 皃          |
| + 3     | 的                   |
| + 4     | 皅 皆 皇 皈          |
| + 5     | 皉 皊 皋 皌 皍       |
| + 6     | 皎 皏 皐 皑          |
| + 7     | 皒 皓 皔 皕 皖 皗 皘 |
| + 8     | 皙                   |
| + 10    | 皚 皛 皜 皝 皞       |
| + 11    | 皟 皠 皡             |
| + 12    | 皢 皣 皤 皥          |
| + 13    | 皦 皧 皨             |
| + 14    | 皩                   |
| + 15    | 皪 皫                |
| + 16    | 皬                   |
| + 18    | 皭                   |

Orakelbotkarakter
Bronskarakter
Groot zegelkarakter
Klein zegelkarakter